# 毛扁蒴藤
毛扁蒴藤（学名：Pristimera setulosa）是卫矛科扁蒴藤属的植物，是中国的特有植物。分布于中国大陆的云南、广西等地，生长于海拔600米至1,580米的地区，多生长在石灰岩疏林中，目前尚未由人工引种栽培。